# 4Q119

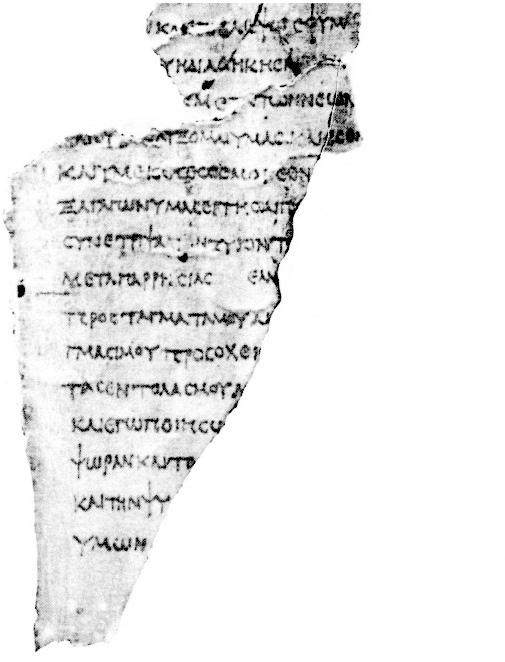
Rękopis zwoju 4Q119 (4Q LXX^{Lev a})

4Q119 (według starego systemu oznaczeń 4Q LXXLev a) – rękopis Septuaginty spisany na pergaminie sporządzonym ze skóry zwierzęcej, datowany na I wiek p.n.e. lub I wiek n.e. Zwój ten zawierał fragmenty biblijnej Księgi Kapłańskiej. Został znaleziony w Kumran w grocie 4. Fragment ten jest oznaczany również numerem 801 na liście rękopisów Septuaginty według klasyfikacji Alfreda Rahlfsa.
Rękopis został opublikowany i opisany w 1992 roku przez Patricka Skehana w publikacji Qumran cave 4.4 (Discoveries in the Judaean desert 9). Stare oznaczenie zwoju wskazuje, że został znaleziony w grocie 4, jest to rękopis LXX czyli Septuaginty, zawiera treści Księgi Kapłańskiej oraz że jest to zwój a czyli pierwszy znaleziony w tej grocie zwój z tą księgą biblijną w wersji Septuaginty.
Rękopis jest przechowywany w Muzeum Rockefellera w Jerozolimie (Gr. 1004 [4Q119]).